# ياسين إبراهيمي
ياسين نصر الدين براهيمي (بالفرنسية: Yacine Nasreddine Brahimi)‏ من مواليد 8 فبراير 1990 بباريس، فرنسا، وهو لاعب كرة قدم جزائري من مدينة الورود المنيعة ولاية غرداية وهو يلعب في وسط الميدان هجوم مع نادي الغرافة القطري.

## بداية مشواره
ولد براهيمي في العاصمة الفرنسية باريس لأبوين جزائرين وسرعان ما أبان عن موهبته الكروية بعدما كان في السادسة من العمر حيث انضم إلى عدد من الأندية الصغيرة مثل أي أس بي مونتيرويل وسي أو فينسينوا قبل أن ينضم عام 2003 إلى مركز كليرفونتين لتخريج المواهب حيث أمضى ثلاث سنوات وبعد ذلك انتقل إلى المركز التدريبي الخاص بنادي باريس سان جيرمان.

## مسيرته الاحترافية

### مع نادي رين
وفي عام 2009، وقّع براهيمي عقده الاحترافي الأول مع نادي رين الذي أمضى معه ثلاث سنوات كلاعب ناشئ وسرعان ما فجّر موهبته مع الفريق الرديف في الدوري الفرنسي للهواة قبل أن ينتقل على سبيل الإعارة إلى نادي الدرجة الثانية نادي كليرمونت فوت ولعب موسماً واحداً مع الفريق ليعود بعد ذلك إلى نانت حيث أصبح أحد أعمدة الفريق بعدما شارك في الكثير من المباريات في الدوري المحلي والدوري الأوروبي أيضاً.

### مع نادي غرناطة
أعير ياسين إلى غرناطة في الدوري الإسباني يوم 30 أغسطس 2012 بمبلغ 700,000€، ثم انتقل رسميا هناك يوم 4 يونيو 2013 بمبلغ 4 ملايين € لمدة أربع سنوات، وخلال مشواره مع غرناطة نال ياسين جائزة أفضل لاعب أفريقي موسم 2013-2014.

### مع نادي بورتو
يوم 22 يوليو 2014 انتقل ياسين رسميا إلى نادي بورتو من نادي غرناطة بمبلغ 6,5 ملايين € لمدة خمس سنوات.
سجل ياسين أول أهدافه مع بورتو في جولة البلاي - أوف ضد نادي ليل من ما جعل بورتو يتأهل إلى دوري أبطال أوروبا.
في أول مباراة له في دوري أبطال أوروبا سجل ياسين ثلاثية في مرمى نادي باتى بوريسوف التي انتهت المباراة بنتيجة 6 أهداف مقابل لا شي، وهذا الأمر الذي جعل ياسين براهيمي أول عربي يسجل ثلاثية في مباراة واحدة في دوري أبطال أوروبا.

## مع المنتخب الوطني
ومثّل براهيمي منتخبات الفئات العمرية لفرنسا ولعب في بطولة كأس الأمم الأوروبية تحت 19 سنة لعام 2009 حيث ساهم في وصول المنتخب الفرنسي إلى نصف النهائي بتسجيله هدفين في مرحلة المجموعات كما شارك مع المنتخب الفرنسي تحت 20 سنة في بطولة تولون 2010 قبل أن يقرر الانضمام إلى الجزائر حيث خاض مباراته الدولية الأولى في مارس/آذار 2013 أمام بنين وشارك في ثلاث مباريات ضمن التصفيات المؤهلة إلى كأس العالم لكرة القدم 2014 في البرازيل.كأس امم أفريقيا 2019

## إنجازاته
بورتو
- الدوري البرتغالي (1): 2017–18
- كأس السوبر البرتغالي (1): 2018

 الجزائر
- كأس أمم إفريقيا (1): 2019
- كأس العرب (1): 2021

فردية
- جائزة الكرة الذهبية في كاس العرب 2021 قطر[4]
- الكرة الذهبية الجزائرية: 2014[5]
- دي.زاد.فوت الذهبي: 2014
- أفضل لاعب أفريقي في الدوري الإسباني لكرة القدم 2013-14[6]
- أفضل مراوغ في الدوري الأسباني 2013-14[7][8][9]
- ثالث أفضل مراوغ في أوروبا موسم 2013-14[10][11]
- أفضل لاعب عربي 2014 في استفتاء «جريدة الهداف» الجزائرية [12][13]
- أفضل لاعب عربي 2014 في استفتاء «مجلة الاهرام» المصرية [14][15]
- جائزة هيئة الإذاعة البريطانية (بي بي سي) لأفضل لاعب كرة قدم في أفريقيا لعام 2014 [16][17]
- افضل لاعب مغاربي 2014 في استفتاء مجلة «فرانس فوتبول» الفرنسية [18][19]
- افضل رياضي جزائري 2014 من طرف اللجنة الأولمبية والرياضية الجزائرية [20][21]
- أفضل لاعب أفريقي صاعد للسنة: 2014 [22][23]
- اختير في التشكيلة الأفريقية المثالية للسنة: 2014 [24]، 2015 [25][26]
- الحذاء الذهبي هداف الدوري القطري (1): 2019

## وصلات خارجية
- ياسين إبراهيمي على موقع الاتحاد الدولي (مؤرشف)  (الإنجليزية)
- ياسين إبراهيمي على موقع رابطة كرة القدم الفرنسية للمحترفين (الإنجليزية)
- ياسين إبراهيمي على موقع إي إس بي إن إف سي (الإنجليزية)
- ياسين إبراهيمي على موقع قاعدة بيانات كرة القدم.إي يو (الإنجليزية)
- ياسين إبراهيمي على موقع ليكيب (الفرنسية)
- ياسين إبراهيمي على موقع ناشيونال فوتبول تيمز (الإنجليزية)
- ياسين إبراهيمي على موقع Soccerbase.com (لاعب) (الإنجليزية)
- ياسين إبراهيمي على موقع Soccerway.com (الإنجليزية)
- ياسين إبراهيمي على موقع عالم كرة القدم.نت (الإنجليزية)
- ياسين إبراهيمي على موقع AS.com (الإسبانية)
- ياسين إبراهيمي موقع دوري الفرنسي.